# 政立路
政立路是中華人民共和國上海市楊浦區的一條東西走向道路，西起逸仙路與場中路相連，東至恆仁路。中華民国21年（1932年）规划道路時命名為政同路。中華民国22年（1933年）正式修築。1980年因政同路与政通路發音相近，於是更名為政立路。

## 沿线设施
- 上海財經大學（18号线上海财经大学站）
- 凯德·国正中心（哔哩哔哩总部）
- 江灣體育場
- 上海市同济中学